# Rotten to the Core
Rotten to the Core è una canzone inclusa nella colonna sonora del film televisivo Descendants e interpretata dai 4 protagonisti Dove Cameron, Sofia Carson, Cameron Boyce e Booboo Stewart. Pur non essendo stato pubblicato come singolo, il brano è entrato nella top 40 della Billboard Hot 100, raggiungendo la posizione numero 38 e venendo certificato disco d'oro negli Stati Uniti d'America. In seguito a questo successo, una versione in spanglish del brano interpretata dalla sola Sofia Carson è stata pubblicata come singolo dalla Walt Disney Records.

## Versione presente in Descendants

### Struttura e composizione
Classificato come mid tempo pop con influenze provenienti sia dal mondo della dance music che da quello dell'hip-hop, Rotten to the Core è interpretata dai 4 protagonisti del film Descendants, i quali si alternano con varie parti a solo nelle strofe. Seguono pre-ritornelli cantati da Dove Cameron e Sofia Carson e ritornelli cantati da Cameron Boyce con i cori degli altri tre interpreti. La canzone è prodotta dal team di produttori Twin.

### Ruolo del brano nel film
Rotten to the Core è il primo eseguito dal cast nel film Descendants. Il suo scopo è quello di presentare la psicologia dei personaggi principali, 4 ragazzi considerati "cattivi" dalla nascita e posti per questo al margine della società in cui vivono.

### Classifiche
| Classifiche (2015) | Posizione massima |
| ------------------ | ----------------- |
| Canada             | 66                |
| Stati Uniti        | 38                |

## Versione pubblicata come singolo

### Storia del singolo
Una seconda versione di Rotten to the Core, prodotta sempre da Twin ma con una produzione leggermente differente rispetto alla precedente, è stata pubblicata nel dicembre 2015. Interpretata dalla sola Sofia Carson e pubblicata via Walt Disney Records, la canzone rappresenta il singolo d'esordio dell'artista. Il brano è interpretato in parte in inglese e in parte in spagnolo ed è stato incluso nella colonna sonora di Descendants pur non essendo incluso nel film.

### Promozione
Il video ufficiale del singolo, diretto da Naren Wilks ed Adam Santelli, è stato pubblicato prima ancora del lancio ufficiale del singolo: la clip è stata infatti presentata il 23 agosto 2015 su Disney Channel. L'artista ha eseguito varie performance dal vivo del brano, cantandolo anche durante eventi come il D23 Expo.

### Classifiche
| Classifiche (2015) | Posizione massima |
| ------------------ | ----------------- |
| Stati Uniti        | 105               |